# زوچنگ
زوچنگ (به لاتین: Zoucheng) یک منطقهٔ مسکونی در چین است که در جینینگ (شاندونگ) واقع شده‌است. زوچنگ ۱٬۶۱۹ کیلومتر مربع مساحت و ۱٬۱۵۵٬۴۰۰ نفر جمعیت دارد.